# ジェームズ・バトラー (第3代オーモンド侯爵)

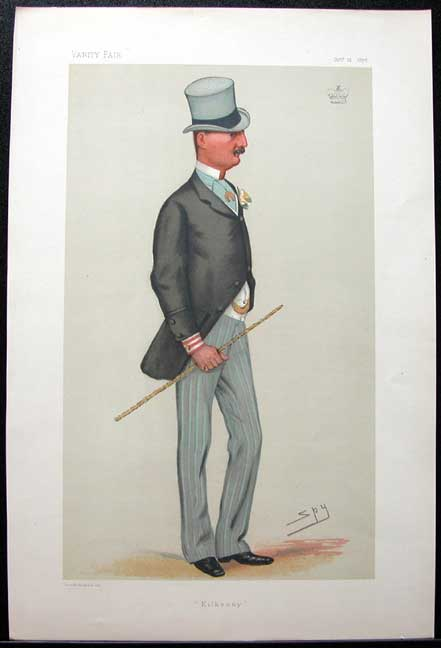
『バニティ・フェア』1878年10月12日号でのカリカチュア、レスリー・ウォード画。

第3代オーモンド侯爵ジェームズ・エドワード・ウィリアム・セオバルド・バトラー（英語: James Edward William Theobald Butler, 3rd Marquess of Ormonde KP PC (Ire)、1844年10月5日 – 1919年10月26日）は、イギリスの貴族、政治家。1854年までオソリー伯爵の儀礼称号を使用した。

## 生涯
第2代オーモンド侯爵ジョン・バトラーとフランシス・ジェーン・パジェット（Frances Janes Paget、1817年5月2日 – 1903年8月26日、サー・エドワード・パジェットの娘）の息子として、1844年10月5日にキルケニー城で生まれた。1854年9月25日に父が死去すると、オーモンド侯爵位を継承した。ハーロー校で教育を受けた。
1863年5月12日にコルネットとしてライフ・ガーズ第1連隊に入隊、1866年12月4日に中尉に昇進、1868年12月2日に大尉に昇進、1873年8月に引退した。1874年4月1日にロイヤル・イースト・ケント・ヨーマンリーの定員外大尉（Captain (Supernumerary)）に任命され、1877年10月13日に少佐に、1883年10月27日に中佐に、1886年7月10日に名誉隊長（大佐）に昇進した。また、1880年1月7日にキルケニー県民兵隊の名誉隊長に任命され、同年7月7日に大尉として予備役に編入された。
1868年、聖パトリック勲章を授与された。
1878年10月5日から1919年10月26日までキルケニー統監を務めた。
1880年代に王立ヨットクラブ副会長を務めたことがあった。
1883年時点でティペラリー県に15,765エーカーの、キルケニー県に11,960エーカーの領地を所有し、これらの領地から毎年15,431ポンドの収入を得た（1876年時点では年収16,357ポンド）。また、キルケニー城に住む最後のオーモンド侯爵であり、1904年には国王エドワード7世とアレクサンドラ王妃がキルケニー城を訪れた。
1902年9月12日、アイルランド枢密院の枢密顧問官に任命された。
1903年3月20日と1905年3月6日にアイルランド総督の不在中にその代役を務める総督代行官に任命された。
1904年6月24日、イギリス海軍予備員の名誉中佐に任命された。
1908年7月26日、王立アイルランド人連隊第4大隊の名誉隊長に任命された。
1919年10月26日に死去、娘しかもうけなかったため弟アーサーが爵位を継承した。

## 家族
1876年2月2日、エリザベス・ハリエット・グローヴナー（Elizabeth Harriet Grosvenor、1928年3月25日没、初代ウェストミンスター公爵ヒュー・グローヴナーの娘）と結婚、2女をもうけた。
- ベアトリス・フランシス・エリザベス（1876年12月28日 – 1952年2月29日） - 1901年2月19日、サー・レジナルド・ポール＝ケアルー（英語版）（1849年 – 1924年）と結婚、子供あり
- コンスタンス・メアリー（英語版）（1879年3月26日 – 1949年4月20日）